# Galatasaray Istanbul/Saison 1981/82

Obere Reihe von links nach rechts: Mustafa Turgat, Haydar Erdoğan, Ali Çoban, Fettah Dindar, Ayhan Akbin, Cüneyt Tanman untere Reihe: Raşit Çetiner, Sefer Karaer, Mustafa Ergücü, Öner Kılıç, Fatih Terim

Die Saison 1981/82 von Galatasaray Istanbul war die 74. Saison in der Vereinsgeschichte und die 24. Saison in der türkischen Liga, der 1. Lig. Der Klub beendete die Saison auf dem 11. Platz. Die Türkiye Kupası gewannen die Gelb-Roten nach sechs Jahren zum siebten Mal.

## Personalien

### Kader
| Nat.                                           | Name                | Geburtsdatum  | im Verein seit | vorheriger Verein     |
| Torhüter                                       | Torhüter            | Torhüter      | Torhüter       | Torhüter              |
| ---------------------------------------------- | ------------------- | ------------- | -------------- | --------------------- |
| Turkei                                         | Haydar Erdoğan      | 19. Apr. 1959 | 1979           | Sarıyer SK            |
| Turkei                                         | Eser Özaltındere    | 13. Feb. 1954 | 1978           | Adana Demirspor       |
| Abwehr                                         |                     |               |                |                       |
| Turkei                                         | Ali Çoban           | 1. Okt. 1955  | 1980           | Adanaspor             |
| Turkei                                         | Raşit Çetiner       | 10. Sep. 1956 | 1981           | Fenerbahçe Istanbul   |
| Turkei                                         | Fettah Dindar       | 15. Sep. 1955 | 1980           | Istanbulspor          |
| Turkei                                         | Müfit Erkasap       | 11. Juni 1957 | 1974           | eigene Jugend         |
| Turkei                                         | Murat İnan          | 10. Juni 1955 | 1980           | Kayserispor           |
| Turkei                                         | Sefer Karaer        | 20. Okt. 1956 | 1981           | Kayserispor           |
| Turkei                                         | Cüneyt Tanman       | 16. Jan. 1956 | 1976           | Giresunspor           |
| Turkei                                         | Tufan               | n. a.         | 1981           | n. a.                 |
| Turkei                                         | Fatih Terim         | 4. Sep. 1953  | 1974           | Adana Demirspor       |
| Mittelfeld                                     |                     |               |                |                       |
| Turkei                                         | Orhan Akyüz         | 15. Mai 1954  | 1979           | Trabzonspor           |
| Turkei                                         | Mustafa Ergücü      | 15. Jan. 1955 | 1980           | Kayserispor           |
| Turkei                                         | Hasan Moralı        | 1. Jan. 1957  | 1978           | eigene Jugend         |
| Turkei                                         | Bahattin Saykaloğlu | 29. Okt. 1964 | 1981           | eigene Jugend         |
| Turkei                                         | Mustafa Turgat      | 1. Jan. 1956  | 1981           | Altay Izmir           |
| Turkei                                         | Cengiz Yazıcıoğlu   | 1. Jan. 1953  | 1980           | Kayserispor           |
| Turkei                                         | Metin Yıldız        | 24. Nov. 1960 | 1978           | eigene Jugend         |
| Turkei                                         | Candemir Yılmam     | 8. Sep. 1964  | 1981           | eigene Jugend         |
| Angriff                                        |                     |               |                |                       |
| Turkei                                         | Ayhan Akbin         | 24. Nov. 1960 | 1981           | Zonguldakspor         |
| Turkei                                         | Bülent Alkılıç      | 24. Nov. 1960 | 1980           | eigene Jugend         |
| Turkei                                         | Metin Çekiçler      | 3. Jan. 1961  | 1979           | eigene Jugend         |
| Turkei                                         | Ahmet Genç          | 10. März 1964 | 1981           | eigene Jugend         |
| Jugoslawien Sozialistische Föderative Republik | Tarik Hodžić        | 1. Jan. 1951  | 1981           | RFC Lüttich           |
| Turkei                                         | Öner Kılıç          | 15. Mai 1954  | 1976           | n. a.                 |
| Jugoslawien Sozialistische Föderative Republik | Mirsad Sejdić       | 1. Jan. 1953  | 1981           | NK Olimpija Ljubljana |
| Turkei                                         | Sinan Turhan        | 10. Feb. 1958 | 1981           | Rizespor              |
| Turkei                                         | Vefa Yamanoğlu      | 1. Jan. 1959  | 1981           | n. a.                 |

#### Transfers
| Zugänge | Abgänge |
| --- | --- |
| - Ayhan Akbin (Zonguldakspor) - Raşit Çetiner (Fenerbahçe Istanbul) - Ahmet Genç (eigene Jugend) - Tarik Hodžić (RFC Lüttich) - Sefer Karaer (Kayserispor) - Bahattin Saykaloğlu (eigene Jugend) - Mirsad Sejdić (NK Olimpija Ljubljana) - Tufan (n. a.) - Mustafa Turgat (Altay Izmir) - Sinan Turhan (Rizespor) - Vefa Yamanoğlu (n. a.) - Candemir Yılmam (eigene Jugend) | - Gürcan Aday (Adana Demirspor) - Erdoğan Arıca (Fenerbahçe Istanbul) - Reşit Güner (Diyarbakırspor) - Turgay İnal (Sakaryaspor) - Furkan Ölçer (Karriere beendet) - Kadir Özcan (Karriere beendet) - Mehmet Özgül (Karriere beendet) - Ümit Özkalp (Adana Demirspor) - İbrahim Sokullu (Bigaspor) |

## Spielkleidung
| Heim | Auswärts | Ausweich |

- Ausrüster: Puma
- Trikotsponsor: Telefunken / ALO

## Saison
Alle Ergebnisse aus Sicht von Galatasaray Istanbul.
Die Tabelle listet alle 1.-Lig-Spiele des Vereins der Saison 1981/82 auf. Siege sind grün, Unentschieden gelb und Niederlagen rot markiert.

### 1. Lig
| ST | Datum              | Gegner              | Ort                              | Ergebnis  | Tor(e) für Galatasaray Istanbul                                       | Karte(n) für Galatasaray Istanbul         |
| -- | ------------------ | ------------------- | -------------------------------- | --------- | --------------------------------------------------------------------- | ----------------------------------------- |
| 01 | 5. September 1981  | Adana Demirspor     | Şehir Stadı, Adana               | 3:1 (2:1) | 1:0 Çetiner (8.), 2:0 Çoban (25.), 3:1 Çetiner                        | keine                                     |
| 02 | 13. September 1981 | Boluspor            | Ali Sami Yen Stadyumu, Istanbul  | 2:1 (1:0) | 1:0 Tanman (42.), 2:1 Turhan (67.)                                    | keine                                     |
| 03 | 19. September 1981 | Beşiktaş Istanbul   | İnönü Stadı, Istanbul            | 1:1 (0:0) | 1:0 Turhan (63.)                                                      | Turhan (80.)                              |
| 04 | 27. September 1981 | Eskişehirspor       | Atatürk Stadı, Eskişehir         | 1:0 (0:0) | 1:0 Turhan (73.)                                                      | keine                                     |
| 05 | 18. Oktober 1981   | Fenerbahçe Istanbul | Inönü Stadı, Istanbul            | 0:1 (0:0) | keine                                                                 | Çetiner (29.), Terim (81.)                |
| 06 | 25. Oktober 1981   | Trabzonspor         | Ali Sami Yen Stadyumu, Istanbul  | 0:0       | keine                                                                 | Turhan (51.)                              |
| 07 | 1. November 1981   | Sakaryaspor         | Atatürk Stadı, Sakarya           | 0:1 (0:1) | keine                                                                 | keine                                     |
| 08 | 8. November 1981   | Kocaelispor         | İsmetpaşa Stadyumu, Kocaeli      | 1:0 (0:0) | 1:0 Akbin (49.)                                                       | Karaer (24.), Tanman (65.)                |
| 09 | 14. November 1981  | Adanaspor           | Inönü Stadı, Istanbul            | 0:0       | keine                                                                 | keine                                     |
| 10 | 21. November 1981  | Bursaspor           | Inönü Stadı, Istanbul            | 0:1 (0:0) | keine                                                                 | keine                                     |
| 11 | 29. November 1981  | Gaziantepspor       | Kamil Ocak Stadı, Gaziantep      | 1:0 (1:0) | 1:0 Yıldız (30.)                                                      | keine                                     |
| 12 | 6. Dezember 1981   | MKE Ankaragücü      | Ali Sami Yen Stadyumu, Istanbul  | 0:0       | keine                                                                 | Çetiner (26.), Tanman (57.), Yıldız (80.) |
| 13 | 13. Dezember 1981  | Altay Izmir         | Atatürk Stadı, Izmir             | 0:0       | keine                                                                 | Terim (59.)                               |
| 14 | 19. Dezember 1981  | Zonguldakspor       | Inönü Stadı, Istanbul            | 2:2 (1:1) | 1:0 Çetiner (19.), 2:2 Çetiner (49.)                                  | Karaer (64.)                              |
| 15 | 27. Dezember 1981  | Diyarbakırspor      | Şehir Stadı, Diyarbakır          | 2:1 (1:1) | 1:1 Akbin (30.), 2:1 Akbin (62.)                                      | Dindar (79.)                              |
| 16 | 2. Januar 1982     | Göztepe Izmir       | Inönü Stadı, Istanbul            | 1:0 (0:0) | 1:0 Tanman (59.)                                                      | keine                                     |
| 17 | 21. Februar 1982   | Adana Demirspor     | Inönü Stadı, Istanbul            | 0:0       | keine                                                                 | Çetiner (33.), Yıldız (81.)               |
| 18 | 28. Februar 1982   | Boluspor            | Şehir Stadı, Bolu                | 1:1 (1:0) | 1:0 Yıldız (34.)                                                      | keine                                     |
| 19 | 7. März 1982       | Beşiktaş Istanbul   | Inönü Stadı, Istanbul            | 0:2 (0:1) | keine                                                                 | Yıldız (79.)                              |
| 20 | 14. März 1982      | Eskişehirspor       | Ali Sami Yen Stadyumu, Istanbul  | 0:2 (0:0) | keine                                                                 | keine                                     |
| 21 | 21. März 1982      | Göztepe Izmir       | Atatürk Stadı, Izmir             | 4:0 (0:0) | 1:0 Yıldız (52.), 2:0 Akbin (66.), 3:0 Yıldız (77.), 4:0 Yıldız (84.) | Terim (58.)                               |
| 22 | 3. April 1982      | Fenerbahçe Istanbul | Inönü Stadı, Istanbul            | 0:0       | keine                                                                 | Yıldız (36.)                              |
| 23 | 11. April 1982     | Trabzonspor         | Hüseyin Avni Aker Stadı, Trabzon | 0:1 (0:0) | keine                                                                 | keine                                     |
| 24 | 17. April 1982     | Sakaryaspor         | Inönü Stadı, Istanbul            | 2:2 (0:2) | 1:2 Akbin (81.), 2:2 Karaer (85.)                                     | Karaer (52.)                              |
| 25 | 25. April 1982     | Kocaelispor         | Ali Sami Yen Stadı, Istanbul     | 0:1 (0:1) | keine                                                                 | Turgat (61.)                              |
| 26 | 2. Mai 1982        | Adanaspor           | Şehir Stadı, Adana               | 1:2 (1:1) | 1:0 Hodžić (28.)                                                      | Turgat (82.)                              |
| 27 | 9. Mai 1982        | Bursaspor           | Atatürk Stadı, Bursa             | 0:0       | keine                                                                 | keine                                     |
| 28 | 16. Mai 1982       | Gaziantepspor       | Ali Sami Yen Stadyumu, Istanbul  | 1:0 (1:0) | 1:0 Turhan (43.)                                                      | Alkılıç (28.)                             |
| 29 | 23. Mai 1982       | MKE Ankaragücü      | 19 Mayıs Stadı, Ankara           | 0:2 (0:2) | keine                                                                 | Turhan (38.), Tufan (60.)                 |
| 30 | 29. Mai 1982       | Altay Izmir         | Inönü Stadı, Istanbul            | 0:0       | keine                                                                 | keine                                     |
| 31 | 6. Juni 1982       | Zonguldakspor       | Şehir Stadı, Zonguldak           | 1:3 (1:2) | 1:1 Saykaloğlu (21.)                                                  | Turhan (77.)                              |
| 32 | 13. Juni 1982      | Diyarbakırspor      | Ali Sami Yen Stadyumu, Istanbul  | 2:1 (1:0) | 1:0 Hodžić (44.), 2:1 Sejdić (60.)                                    | Turgat (51.)                              |

### Türkiye Kupası
| Runde                   | Datum            | Gegner              | Ort                             | Ergebnis  | Tor(e) für Galatasaray Istanbul    | Karte(n) für Galatasaray Istanbul          |
| ----------------------- | ---------------- | ------------------- | ------------------------------- | --------- | ---------------------------------- | ------------------------------------------ |
| 5. Runde-Hinspiel       | 23. Februar 1982 | Eskişehirspor       | Ali Sami Yen Stadyumu, Istanbul | 2:1 (1:1) | 1:1 Terim (27.), 2:1 Akbin (89.)   | Akbin (49.), Yıldız (62.)                  |
| 5. Runde-Rückspiel      | 3. März 1982     | Eskişehirspor       | Atatürk Stadı, Eskişehir        | 2:1 (1:0) | 1:1 Çetiner (56.), 2:1 Akbin (82.) | Erdoğan (32.), Alkılıç (47.), Tanman (61.) |
| Achtelfinale-Hinspiel   | 17. März 1982    | Antalyaspor         | Inönü Stadı, Istanbul           | 1:0 (0:0) | 1:0 Akbin (72.)                    | Çetiner (65.)                              |
| Achtelfinale-Rückspiel  | 24. März 1982    | Antalyaspor         | Atatürk Stadı, Antalya          | 1:0 (0:0) | 1:0 Yıldız (89.)                   | Alkılıç (60.), Yıldız (73.)                |
| Viertelfinale-Hinspiel  | 7. April 1982    | Fenerbahçe Istanbul | Inönü Stadı, Istanbul           | 2:0 (2:0) | 1:0 Tanman (38.), 2:0 Hodžić (39.) | Terim (58.), Turgat (79.)                  |
| Viertelfinale-Rückspiel | 14. April 1982   | Fenerbahçe Istanbul | Inönü Stadı, Istanbul           | 2:2 (1:0) | 1:0 Hodžić (20.), 2:2 Yıldız (76.) | Akbin (56.)                                |
| Halbfinale-Hinspiel     | 28. April 1982   | Bursaspor           | Inönü Stadı, Istanbul           | 2:1 (2:1) | 1:0 Turgat (2.), 2:1 Hodžić (18.)  | Turgat (27.) Yıldız (70.)                  |
| Halbfinale-Rückspiel    | 5. Mai 1982      | Bursaspor           | Atatürk Stadı, Bursa            | 0:0       | keine                              | Turgat (62.)                               |

#### Finale

##### Hinspiel
| Paarung              | Galatasaray Istanbul – MKE Ankaragücü |
| Ergebnis             | 3:0 (2:0) |
| Datum                | 19. Mai 1982 um 15.00 Uhr |
| Stadion              | Ali Sami Yen Stadyumu, Istanbul |
| Schiedsrichter       | İhsan Türe |
| Tore                 | 1:0 Sinan Turhan (28.) 2:0 Tarik Hodžić (37.) 3:0 Bülent Alkılıç (58.) |
| Galatasaray Istanbul | Eser Özaltındere – Murat İnan, Sefer Karaer, Raşit Çetiner, Fettah Dindar, Ali Çoban – Cengiz Yazıcıoğlu, Ayhan Akbin, Tarik Hodžić, Bülent Alkılıç – Sinan Turhan Cheftrainer: Özkan Sümer                         |
| MKE Ankaragücü       | Adil Eriç – İskender Atasoy (59. Cemal Karagöz), Fuat Akyüz, Haluk Kargın, İhsan Kavak – Hikmet Hancıoğlu, Alper Timur, Nazmi Erdenerin – Mehmet Şahin, Halil İbrahim Eren, Erhan Eloğlu Cheftrainer: Yılmaz Gökdel |
| Gelbe Karten         | Sefer Karaer – Nazmi Erdenerin |

##### Rückspiel
| Paarung              | MKE Ankaragücü – Galatasaray Istanbul |
| Ergebnis             | 2:1 (1:1) |
| Datum                | 26. Mai 1982 um 15.00 Uhr |
| Stadion              | 19 Mayıs Stadı, Ankara |
| Schiedsrichter       | Sadık Deda |
| Tore                 | 0:1 Tarik Hodžić (3.) 1:1 Halil İbrahim Eren (32. Elfmeter) 2:1 Halil İbrahim Eren (85. Elfmeter) |
| MKE Ankaragücü       | Adil Eriç – İhsan Kavak, İskender Atasoy, Haluk Kargın, Hikmet Hancıoğlu – Fuat Akyüz, Nazmi Erdenerin, Alper Timur, Cemal Karagöz (46. Niyazi Salur) – Halil İbrahim Eren, Mehmet Şahin Cheftrainer: Yılmaz Gökdel |
| Galatasaray Istanbul | Eser Özaltındere – Fettah Dindar, Murat İnan, Raşit Çetiner, Sefer Karaer – Fatih Terim, Cengiz Yazıcıoğlu, Sinan Turhan – Bülent Alkılıç, Ayhan Akbin (61. Mustafa Turgat), Tarik Hodžić Cheftrainer: Özkan Sümer  |
| Gelbe Karten         | Fuat Akyüz, İhsan Kavak, Mehmet Şahin – keine |

### Devlet Başkanlığı Kupası
| Beşiktaş Istanbul (Meister)                                  | Beşiktaş Istanbul (Meister) | Galatasaray Istanbul (Pokalsieger) | Galatasaray Istanbul (Pokalsieger) |
| ------------------------------------------------------------ | --- | --- | ---------------------------------- |
| Beşiktaş Istanbul (Meister)                                  | \| 16. Juni 1982 um 17:00 Uhr in Ankara (Ankara 19 Mayıs Stadı) \| \| Ergebnis: 0:2 (0:1) \| \| Schiedsrichter: Talat Tokat \| \| Spielbericht \|                                                                                             | \| 16. Juni 1982 um 17:00 Uhr in Ankara (Ankara 19 Mayıs Stadı) \| \| Ergebnis: 0:2 (0:1) \| \| Schiedsrichter: Talat Tokat \| \| Spielbericht \|                                                                                            | Galatasaray Istanbul (Pokalsieger) |
| Beşiktaş Istanbul (Meister)                                  | Rasim Kara – Haluk Serenli, Kadir Akbulut, Mehmet Ekşi, Ulvi Güveneroğlu – Samet Aybaba, Rıza Çalımbay, Ziya Doğan, Haluk Çakar (62. Kenan Oktay) – Ali Kemal Denizci (46. Bora Öztürk), Necdet Ergün Cheftrainer: Đorđe Milić ( Jugoslawien) | Eser Özaltındere – Raşit Çetiner, Sefer Karaer, Fatih Terim, Fettah Dindar – Mustafa Turgat, Cengiz Yazıcıoğlu, Ayhan Akbin (46. Murat İnan, 85. Bahattin Saykaloğlu), Bülent Alkılıç – Mirsad Sejdić, Tarik Hodžić Cheftrainer: Özkan Sümer | Galatasaray Istanbul (Pokalsieger) |
| Beşiktaş Istanbul (Meister)                                  | 0:1 Mirsad Sejdić (28.) 0:2 Tarik Hodžić (62.) | | Galatasaray Istanbul (Pokalsieger) |
| 16. Juni 1982 um 17:00 Uhr in Ankara (Ankara 19 Mayıs Stadı) | | |                                    |
| Ergebnis: 0:2 (0:1)                                          | | |                                    |
| Schiedsrichter: Talat Tokat                                  | | |                                    |
| Spielbericht                                                 | | |                                    |

### TSYD Kupası
| Datum           | Gegner              | Ort                   | Ergebnis  | Tor(e) für Galatasaray Istanbul      | Karte(n) für Galatasaray Istanbul |
| --------------- | ------------------- | --------------------- | --------- | ------------------------------------ | --------------------------------- |
| 8. August 1981  | Beşiktaş Istanbul   | Inönü Stadı, Istanbul | 2:0 (0:0) | 1:0 Çoban (63.), 2:0 Çetiner (65.)   | keine                             |
| 12. August 1981 | Fenerbahçe Istanbul | Inönü Stadı, Istanbul | 2:2 (1:1) | 1:0 Çetiner (37.), 2:1 Alkılıç (86.) | keine                             |

## Statistiken

### Teamstatistik
| Wettbewerb     | Punkte | daheim | daheim | daheim | daheim | daheim | auswärts | auswärts | auswärts | auswärts | auswärts | Gesamt | Gesamt | Gesamt | Gesamt | Gesamt | Tordifferenz |
| Wettbewerb     | Punkte | Sp     | G      | U      | N      | TV     | Sp       | G        | U        | N        | TV       | Sp     | G      | U      | N      | TV     | Tordifferenz |
| -------------- | ------ | ------ | ------ | ------ | ------ | ------ | -------- | -------- | -------- | -------- | -------- | ------ | ------ | ------ | ------ | ------ | ------------ |
| 1. Lig         | 26:26  | 16     | 4      | 9      | 3      | 11:11  | 16       | 6        | 3        | 7        | 15:15    | 32     | 10     | 12     | 10     | 26:26  | ±0           |
| Türkiye Kupası | –      | 5      | 5      | 0      | 0      | 10:2   | 5        | 2        | 2        | 1        | 6:5      | 10     | 7      | 2      | 1      | 16:7   | +9           |
| Gesamt         | 26:26  | 21     | 9      | 9      | 3      | 21:13  | 21       | 8        | 5        | 8        | 21:20    | 42     | 17     | 14     | 11     | 42:33  | +9           |

### Saisonverlauf
| Spieltag | 1 | 2 | 3 | 4 | 5 | 6 | 7 | 8 | 9 | 10 | 11 | 12 | 13 | 14 | 15 | 16 | 17 | 18 | 19 | 20 | 21 | 22 | 23 | 24 | 25 | 26 | 27 | 28 | 29 | 30 | 31 | 32 | 33 | 34 |
| -------- | - | - | - | - | - | - | - | - | - | -- | -- | -- | -- | -- | -- | -- | -- | -- | -- | -- | -- | -- | -- | -- | -- | -- | -- | -- | -- | -- | -- | -- | -- | -- |
| Spielort | A | H | H | A |   | A | H | A | A | H  | H  | A  | H  | A  | H  | A  | H  | H  | A  | A  | H  | A  |    | H  | A  | H  | H  | A  | A  | H  | A  | H  | A  | H  |
| Resultat | S | S | U | S |   | N | U | N | S | U  | N  | S  | U  | U  | U  | S  | S  | U  | U  | N  | N  | S  |    | U  | N  | U  | N  | N  | U  | S  | N  | U  | N  | S  |
| Platz    | 2 | 3 | 3 | 1 | 3 | 6 | 7 | 8 | 7 | 7  | 7  | 6  | 7  | 7  | 7  | 7  | 4  | 5  | 4  | 6  | 8  | 6  | 7  | 7  | 7  | 6  | 9  | 12 | 12 | 8  | 13 | 12 | 13 | 11 |

Quelle: https://www.weltfussball.de/spielplan/tur-sueperlig-1981-1982
Legende: Spielort: H = Heim; A = Auswärts. Resultat: S = Sieg; U = Unentschieden; N = Niederlage

### Spielerstatistiken
| Spieler             | 1. Lig   | 1. Lig | 1. Lig      | 1. Lig     | Türkiye Kupası/Devlet Başkanlığı Kupası | Türkiye Kupası/Devlet Başkanlığı Kupası | Türkiye Kupası/Devlet Başkanlığı Kupası | Türkiye Kupası/Devlet Başkanlığı Kupası | TSYD Kupası | TSYD Kupası | TSYD Kupası | TSYD Kupası | Total    | Total | Total       | Total      |
| Spieler             | Einsätze | Tore   | Gelbe Karte | Rote Karte | Einsätze                                | Tore                                    | Gelbe Karte                             | Rote Karte                              | Einsätze    | Tore        | Gelbe Karte | Rote Karte  | Einsätze | Tore  | Gelbe Karte | Rote Karte |
| ------------------- | -------- | ------ | ----------- | ---------- | --------------------------------------- | --------------------------------------- | --------------------------------------- | --------------------------------------- | ----------- | ----------- | ----------- | ----------- | -------- | ----- | ----------- | ---------- |
| Ayhan Akbin         | 23       | 5      | 0           | 0          | 10                                      | 3                                       | 2                                       | 0                                       | 2           | 0           | 0           | 0           | 35       | 8     | 2           | 0          |
| Orhan Akyüz         | 1        | 0      | 0           | 0          | 0                                       | 0                                       | 0                                       | 0                                       | 0           | 0           | 0           | 0           | 1        | 0     | 0           | 0          |
| Bülent Alkılıç      | 25       | 0      | 1           | 0          | 11                                      | 2                                       | 2                                       | 0                                       | 2           | 1           | 0           | 0           | 38       | 3     | 3           | 0          |
| Metin Çekiçler      | 8        | 0      | 0           | 0          | 0                                       | 0                                       | 0                                       | 0                                       | 0           | 0           | 0           | 0           | 8        | 0     | 0           | 0          |
| Raşit Çetiner       | 28       | 4      | 3           | 0          | 10                                      | 1                                       | 1                                       | 0                                       | 2           | 2           | 0           | 0           | 40       | 7     | 4           | 0          |
| Ali Çoban           | 27       | 1      | 0           | 0          | 9                                       | 0                                       | 0                                       | 0                                       | 2           | 1           | 0           | 0           | 38       | 2     | 0           | 0          |
| Fettah Dindar       | 21       | 0      | 1           | 0          | 6                                       | 0                                       | 0                                       | 0                                       | 2           | 0           | 0           | 0           | 29       | 0     | 1           | 0          |
| Haydar Erdoğan      | 17       | 0      | 0           | 0          | 2                                       | 0                                       | 1                                       | 0                                       | 2           | 0           | 0           | 0           | 21       | 0     | 1           | 0          |
| Mustafa Ergücü      | 21       | 0      | 0           | 0          | 3                                       | 0                                       | 0                                       | 0                                       | 2           | 0           | 0           | 0           | 26       | 0     | 0           | 0          |
| Müfit Erkasap       | 5        | 0      | 0           | 0          | 0                                       | 0                                       | 0                                       | 0                                       | 0           | 0           | 0           | 0           | 5        | 0     | 0           | 0          |
| Ahmet Genç          | 10       | 0      | 0           | 0          | 1                                       | 0                                       | 0                                       | 0                                       | 0           | 0           | 0           | 0           | 11       | 0     | 0           | 0          |
| Tarik Hodžić        | 9        | 2      | 0           | 0          | 7                                       | 6                                       | 0                                       | 0                                       | 0           | 0           | 0           | 0           | 16       | 8     | 0           | 0          |
| Murat İnan          | 9        | 0      | 0           | 0          | 4                                       | 0                                       | 0                                       | 0                                       | 0           | 0           | 0           | 0           | 13       | 0     | 0           | 0          |
| Sefer Karaer        | 32       | 1      | 3           | 0          | 11                                      | 0                                       | 4                                       | 0                                       | 2           | 0           | 0           | 0           | 45       | 1     | 7           | 0          |
| Öner Kılıç          | 2        | 0      | 0           | 0          | 0                                       | 0                                       | 0                                       | 0                                       | 1           | 0           | 0           | 0           | 3        | 0     | 0           | 0          |
| Hasan Moralı        | 2        | 0      | 0           | 0          | 1                                       | 0                                       | 0                                       | 0                                       | 0           | 0           | 0           | 0           | 3        | 0     | 0           | 0          |
| Eser Özaltındere    | 16       | 0      | 0           | 0          | 9                                       | 0                                       | 0                                       | 0                                       | 0           | 0           | 0           | 0           | 25       | 0     | 0           | 0          |
| Bahattin Saykaloğlu | 3        | 1      | 0           | 0          | 1                                       | 0                                       | 0                                       | 0                                       | 0           | 0           | 0           | 0           | 4        | 1     | 0           | 0          |
| Mirsad Sejdić       | 4        | 1      | 0           | 0          | 2                                       | 1                                       | 0                                       | 0                                       | 0           | 0           | 0           | 0           | 6        | 2     | 0           | 0          |
| Cüneyt Tanman       | 24       | 2      | 2           | 0          | 8                                       | 1                                       | 1                                       | 0                                       | 2           | 0           | 0           | 0           | 34       | 3     | 3           | 0          |
| Fatih Terim         | 28       | 0      | 3           | 0          | 10                                      | 1                                       | 1                                       | 0                                       | 2           | 0           | 0           | 0           | 40       | 1     | 4           | 0          |
| Tufan               | 5        | 0      | 1           | 0          | 3                                       | 0                                       | 0                                       | 0                                       | 0           | 0           | 0           | 0           | 8        | 0     | 1           | 0          |
| Mustafa Turgat      | 17       | 0      | 3           | 0          | 9                                       | 1                                       | 3                                       | 0                                       | 2           | 0           | 0           | 0           | 28       | 1     | 6           | 0          |
| Sinan Turhan        | 14       | 4      | 4           | 0          | 6                                       | 1                                       | 0                                       | 0                                       | 0           | 0           | 0           | 0           | 20       | 5     | 4           | 0          |
| Vefa Yamanoğlu      | 1        | 0      | 0           | 0          | 1                                       | 0                                       | 0                                       | 0                                       | 0           | 0           | 0           | 0           | 2        | 0     | 0           | 0          |
| Cengiz Yazıcıoğlu   | 26       | 0      | 0           | 0          | 6                                       | 0                                       | 0                                       | 0                                       | 2           | 0           | 0           | 0           | 34       | 0     | 0           | 0          |
| Metin Yıldız        | 17       | 5      | 4           | 0          | 6                                       | 2                                       | 2                                       | 1                                       | 1           | 0           | 0           | 0           | 24       | 7     | 6           | 1          |
| Candemir Yılmam     | 1        | 0      | 0           | 0          | 0                                       | 0                                       | 0                                       | 0                                       | 0           | 0           | 0           | 0           | 1        | 0     | 0           | 0          |